# Saint-Pardoux-Isaac
Saint-Pardoux-Isaac is een gemeente in het Franse departement Lot-et-Garonne (regio Nouvelle-Aquitaine). De plaats maakt deel uit van het arrondissement Marmande. Saint-Pardoux-Isaac telde op 1 januari 2022 1.101 inwoners.

## Geografie
De oppervlakte van Saint-Pardoux-Isaac bedroeg op 1 januari 2022 7,26 vierkante kilometer; de bevolkingsdichtheid was toen 151,7 inwoners per km².

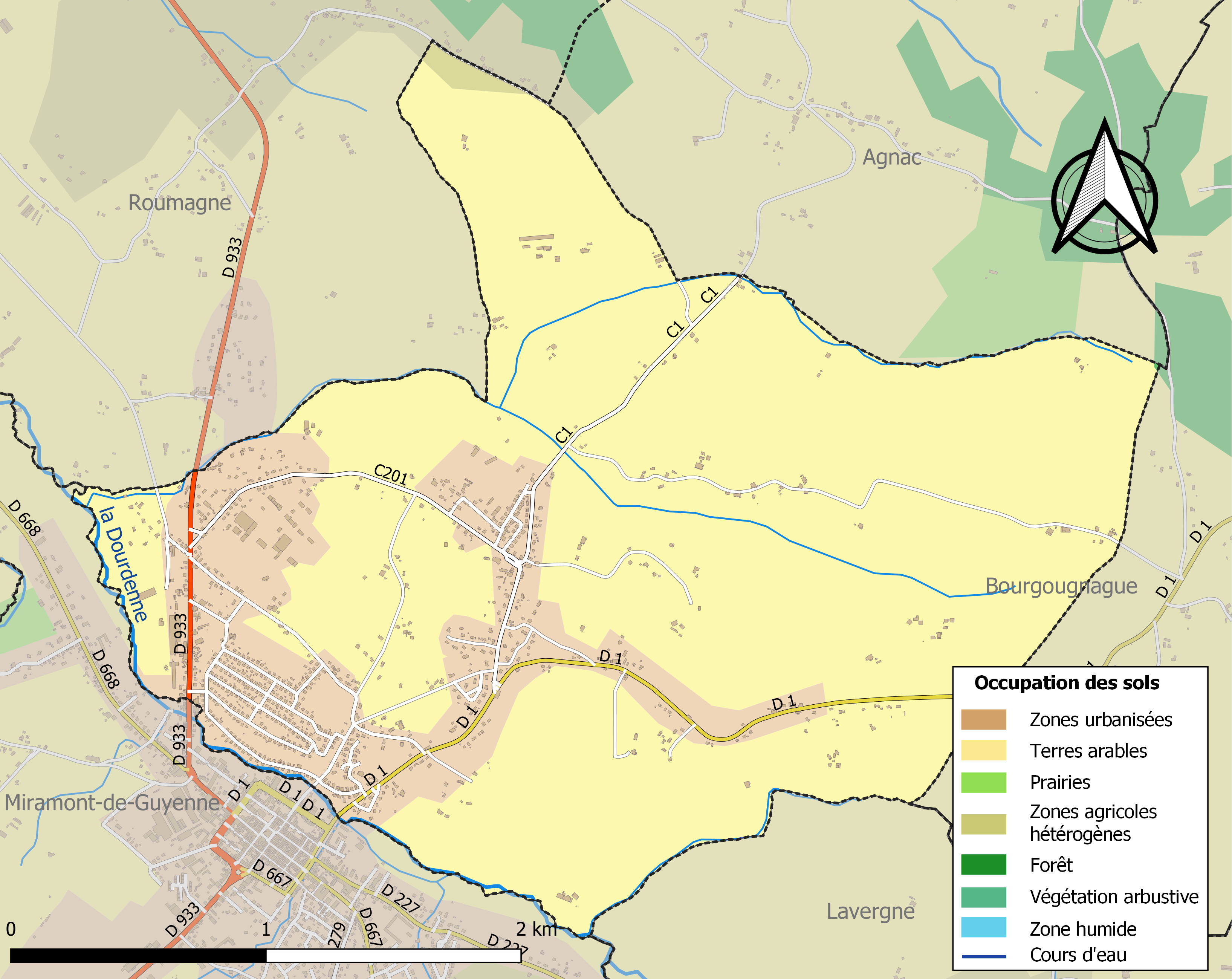
Kaart van de gemeente met de belangrijkste infrastructuur, bodemgebruik en omliggende gemeenten

## Demografie
Onderstaande figuur toont het verloop van het inwonertal (bron: INSEE-tellingen).